# Günter Billig
Günter Billig (* 1. September 1924 in Dessau; † 19. Juli 1977 in Dresden) war ein deutscher Gebrauchsgrafiker. Er war einer der bedeutenden Typografen der DDR.

## Leben und Werk
Billig absolvierte eine Lehre als Maurer und arbeitete, unterbrochen durch die Teilnahme am Zweiten Weltkrieg, in seinem Beruf. Ab 1951 besuchte er die Arbeiter- und Bauernfakultät und machte dort das Abitur. Danach studierte er bis 1956 an der Hochschule für Grafik und Buchkunst (HGBK) Leipzig Gebrauchsgrafik. Von 1959 bis 1960 war er Assistent am Institut für Buchgestaltung der HGBK und zudem 1959 Leiter des Sekretariats der Internationalen Buchkunst-Ausstellung IBA. Danach war er bis 1968 künstlerischer Leiter des Verlags Philipp Reclam jun. Leipzig. Er zählte auf dem Gebiet der Typografie und Gestaltung von Schutzumschlägen und Bucheinbänden zu den wichtigen Künstlern der DDR. Ab 1968 war er zuerst Oberassistent, von 1968 bis 1977 Dozent für Grafik und Typografie, sowie von 1969 bis 1973 Prorektor für Erziehung und Ausbildung an der Hochschule für Bildende Künste Dresden (HfBK). Billig war Mitglied des Verbands Bildender Künstler der DDR. Als freischaffender Gebrauchsgrafiker entwarf er auch Schriften und gestaltete u. a. Ausstellungskataloge und Theaterprogramme.

## Typografie, Schutzumschlag- und Einbandgestaltung für bibliophile Publikationen des Reclam-Verlags (Auswahl)
(Quelle: )
- Nikolai Gogol: Die Hexe. 1965; mit Illustrationen von Walter Klemm.
- Wilhelm Hauff: Die Karawane. 1966; mit Illustrationen von Josef Hegenbarth
- Honoré de Balzac: Das Chagrinleder. 1969; mit Illustrationen von Josef Hegenbarth (nur Typografie)
- Bertolt Brecht: Die heilige Johanna der Schlachthöfe. 1968; 1968; mit Illustrationen von Heinz Zander
- Johann Jakob Christoffel von Grimmelshausen: Courasche. 1969; mit Illustrationen von Bernhard Heisig
- Ulrich Bräker: Lebensgeschichte und Abenteuer des armen Mannes im Tockenburg. 1969; mit Illustrationen von Josef Hegenbarth
- Alphonse Daudet: Tartarin von Tarascon. 1969; mit Illustrationen von Josef Hegenbarth
- Voltaire: Candide. 1972; mit Illustrationen von Gabriele Mucchi

## Ausstellungen (Auswahl)
- 1957: Berlin, Ausstellungspavillon Werderstraße („Junge Künstler der DDR“)
- 1965: Leipzig, Bezirkskunstausstellung
- 1967/1968 und 1987/1988: Dresden, VI. Deutsche Kunstausstellung und X. Kunstausstellung der DDR
- 1972: Dresden, Bezirkskunstausstellung